# Barrio de Llano Redondo
Barrio de Llano Redondo är en ort i Mexiko.   Den ligger i kommunen Las Margaritas och delstaten Chiapas, i den sydöstra delen av landet, 800 km öster om huvudstaden Mexico City. Barrio de Llano Redondo ligger 1 553 meter över havet och antalet invånare är 423.
Terrängen runt Barrio de Llano Redondo är platt söderut, men norrut är den kuperad. Runt Barrio de Llano Redondo är det ganska tätbefolkat, med 54 invånare per kvadratkilometer. Närmaste större samhälle är Las Margaritas, 2,3 km söder om Barrio de Llano Redondo. I omgivningarna runt Barrio de Llano Redondo växer huvudsakligen savannskog.